# Francesco Borsieri
Francesco Borsieri (* 1721 in Civezzano in Welschtirol; † 1804 in Trient) war ein italienischer Arzt in Trient.

## Leben
Francesco Borsieri war der mittlere der Brüder Pietro Borsieri und Giovanni Battista Borsieri. Er studierte in Rom Medizin, wo er 1744 zum Doktor promoviert wurde. Zuerst praktizierte er in Rom, später übersiedelte er wegen seiner angegriffenen Gesundheit nach Trient, wo er seine Kunst mit großem Erfolg ausübte. Von seinen zwei Söhnen wurde der ältere, Giuseppe Theodorico, ebenfalls Arzt, und zwar Leibarzt des Fürstbischofs von Trient Peter Michael Vigil Graf von Thun und Hohenstein (1724–1800). Im Oktober 1803 erlitt Francesco Borsieri einen Schlaganfall, an dem er im folgenden Jahr verstarb.

## Wirken
In einer Handschrift des Francesco Borsieri aus dem Jahr 1775 werden Standespflichten überliefert, auf die der Arzt nach den Prüfungen vereidigt wurde: Schwerkranke versehen lassen; keine Gifte und Abtreibungsmittel verschreiben; dem Wundarzt und dem Apotheker nicht ins Handwerk pfuschen, ausgenommen im Fall der Not; keine Geheimmittel ohne besondere Befugnis vertreiben; die Rezepte klar und deutlich ohne Verabredung mit dem Apotheker mit vollem Namen unterschreiben; nicht zugleich mit einem Apotheker auf Gewinn arbeiten und keinen Kranken hinter dem Rücken eines Kollegen behandeln und keine begonnene Behandlung ohne gesetzlichen Grund abbrechen; bei der Pest die behördlichen Verfügungen einhalten. Die Zahl der Kurpfuscher war damals groß, Francesco Borsieri gab Richtlinien für die Ausbildung von Ärzten (Medici), Wundärzten, Chirurgen, Badern, Beinrichtern, Hebammen und Apothekern heraus. 